# Şentürk
Şentürk ist ein türkischer männlicher Vorname und Familienname. Şentürk bedeutet „fröhlicher, lebendiger und glücklicher Türke“.

## Namensträger

### Familienname
- Erhan Şentürk (* 1989), türkischer Fußballspieler
- Erkut Şentürk (* 1994), türkischer Fußballspieler
- Furkan Şentürk (* 2001), türkischer Eishockeyspieler
- Kadir Sentürk (* 1999), deutscher Futsal- und Fußballspieler
- Kemalettin Şentürk (* 1970), türkischer Fußballspieler und -trainer
- Recep Şentürk (* 1964), türkischer islamischer Geistlicher und Religionssoziologe
- Semih Şentürk (* 1983), türkischer Fußballspieler